# Otto Kleinschmidt
Otto Kleinschmidt (Kornsand, 13 de dezembro de 1870 – Wittenberg, 25 de março de 1954) foi um teólogo evangélico, pastor protestante criacionista e ornitólogo nascido no Grão-Ducado de Hesse. Foi conhecido por pesquisar aves de capoeira e rapinantes, e pela introdução do conceito tipológico de espécies na área de história natural e na taxonomia de seu país. Em sua carreira ornitológica, foi responsável pela descrição de algumas espécies e muitas outras subespécies. Em 1926, por suas contribuições para a zoologia, tornou-se membro da Academia Leopoldina.
Em suas publicações, defende a nomeação das espécies de maneira nacionalista — por exemplo, renomeando a águia-real, presente em diversos brasões europeus, para um nome que vanglorie os alemães ou os austríacos — e critica a teoria da evolução darwinista, provavelmente relacionado ao seu viés protestante. Otto publicou textos diversos sobre a teoria das espécies e antropologia de seu país. Atualmente algumas suas publicações, usadas até mesmo por membros do partido nazista do supremacista branco Adolf Hitler, foram alvo de controvérsias.

## Primeiros anos, educação e família
Konrad Ernst Adolf Otto Kleinschmidt nasceu no dia 13 de dezembro de 1870, no bairro de Kornsand, perto de Geisenheim am Rhein, no pequeno município alemão de Trebur, ao extremo sudoeste do Grão-Ducado de Hesse e do Reno, na Confederação Norte-Germânica. Seu nascimento antecede, por um mês, a unificação da Alemanha, no início de 1871, ao que passa a ser constituinte do Império Alemão. Seu pai era administrador de empresas Adolf Karl Julius Kleinschmidt, ao que sua mãe era uma dona de casa, Anna Elisa Caroline Dreydorf. Ao mesmo tempo, sobrinho do explorador e naturalista Theodor Kleinschmidt. Frequentou o ensino secundário em Oppenheim, ao que completou o ensino médio na cidade de Mainz.
Kleinschmidt nascera pouco após a "era de ouro das ciências naturais da Europa Central", que foi marcada por pesquisadores como Naumann, Brehm e Faber. Seu interesse por ciências naturais se dá, principalmente, por influência de seu pai, que apresentou ao filho muitos dos conceitos básicos da história natural. Seguindo a tradição de sua família, que coletava e estudava aves à gerações, taxidermou seu primeiro espécime aos oito anos de idade. No início da década de 1890, estudou religião na Universidade de Marburgo, se graduando em teologia protestante, à época doutrina dominante do país. Em 1895, enquanto trabalhava com o ornitólogo Hans von Berlepsch, próximo ao município de Kassel, conheceu sua futura esposa, Clara Krebel, com quem se casaria no final do século. Nesse casamento, Krebel e Kleinschmidt teriam um total de três filhos, sendo estes Elisabeth-Charlotte Kleinschmidt (1900–1988); o biólogo Adolf Kleinschmidt (1904–1999); e o sacerdote Hans Kleinschmidt (1908–1986).

## Trabalhos como ornitólogo
Além de ser pesquisador das aves, foi colecionador de espécimes, taxidermista e ilustrador científico. Seus dois principais trabalhos, "Die Singvögel der Heimat" (1921) e "Die Raubvögel der Heimat" (1934), sobre os passeriformes e as aves de rapina da Alemanha, respectivamente, são considerados — além de clássicos da ornitologia — como obras de arte. Seu trabalho como ilustrador destaca-se, em grande parte, pela vivacidade de suas aquarelas, pela minuciosidade que apresentava com seus espécimes taxidermados, e sua incessante busca pela conciliação entre a religião e a ciência nos diversos governos alemães, mesmo através do contato com o racismo e o antissemitismo. Suas coleções, atualmente encontradas em museus como o Museu de História Natural de Leiden, se iniciaram durante o Reich, através do investimento do Ministério da Ciência, Educação e Cultura Nacional do Reich e da Presidência do Distrito em Colônia, com mais de 12 000 espécimes, incluindo gralhas e corvos, chapins e turdídeos, com parte sendo adicionada após sua morte. É também responsável pela venda de uma parte significativa da coleção de aves para o Museu de História Natural de Tring, na década de 1890. Geralmente, sua coleção era formada por recebidos de amigos pesquisadores ou adquiridos a ele por negociantes de história natural. Também foi zoogeógrafo, conforme ilustrações presentes em seu artigo sobre o Falco peregrinus, publicado em "Berajah, Zoographia infinita", em 1907, onde mostra as variedades de falcões sobre um mapa da Eurásia.

## Formenkreise críticas ao darwinismo

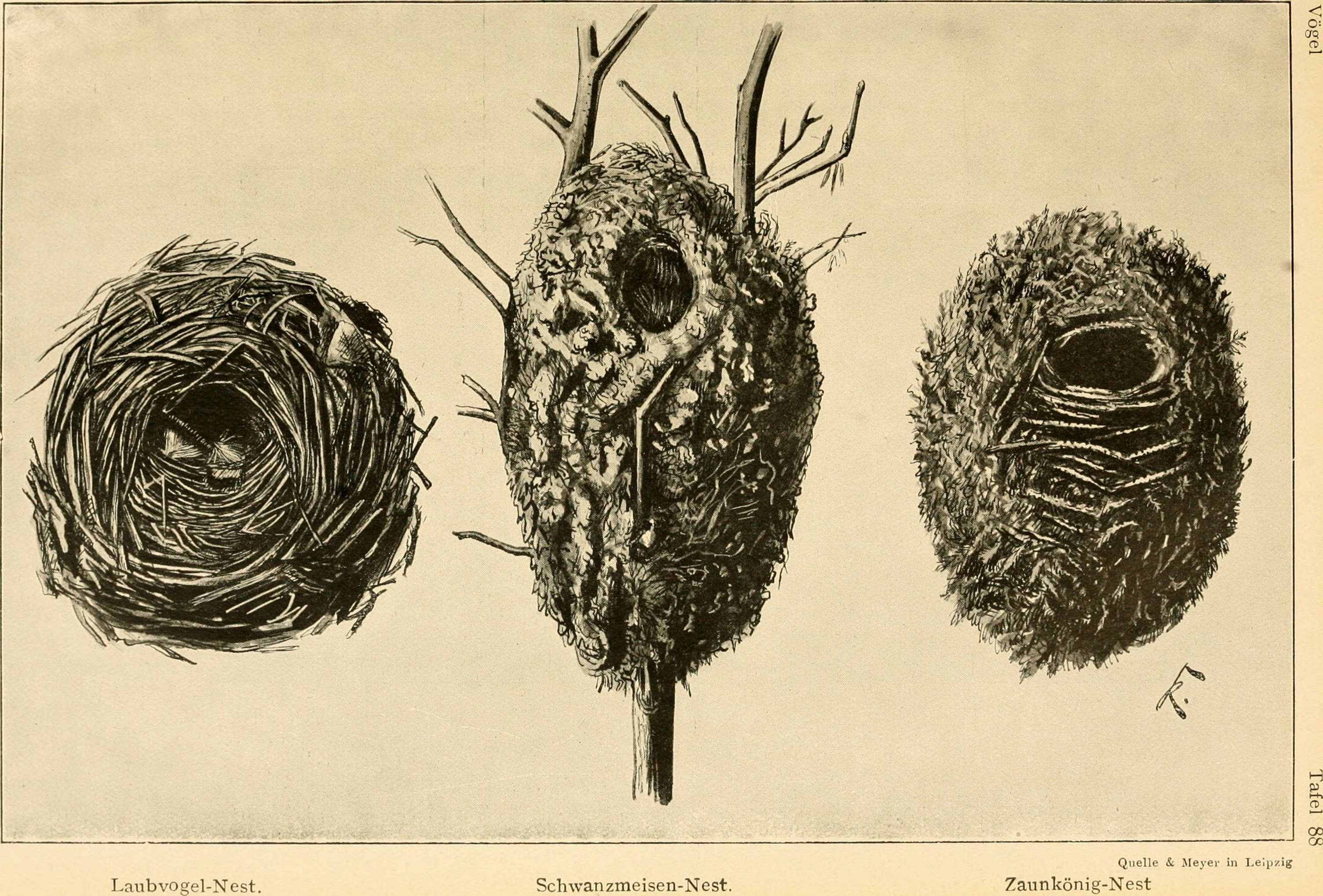
Ilustração de ninhos por Kleinschmidt no seu trabalho "Die Singvögel der Heimat" (1921)

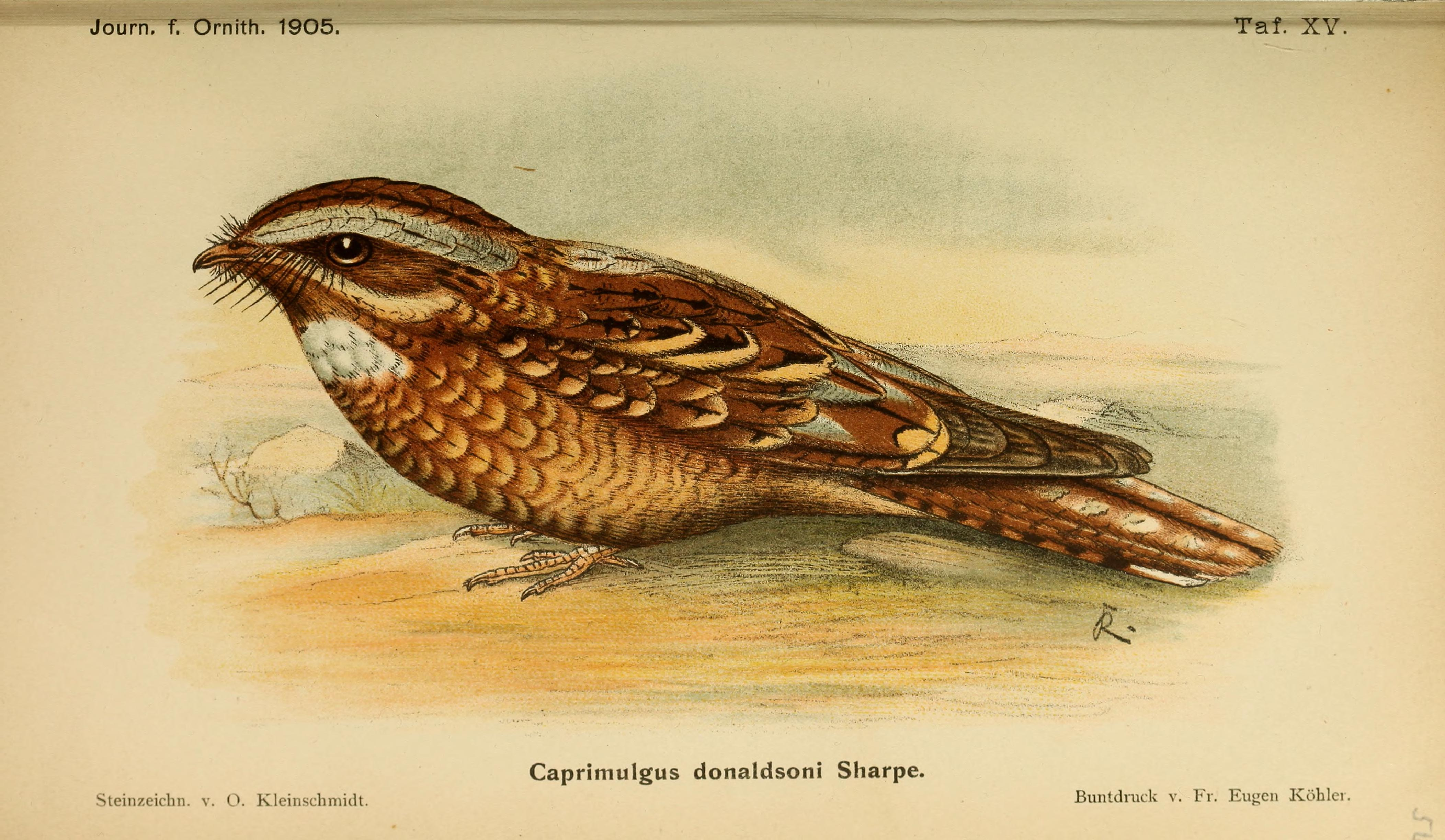
Ilustração de um noitibó-dos-espinheiros por Kleinschmidt publicada no Journal für Ornithologie (1905)

Possivelmente, o auge da carreira de Kleinschmidt se dá quando este desenvolve sua principal — e conhecida teoria, o Formenkreis, como uma forma de mostrar as falhas na argumentação darwinista, que se espalhava, na época, na ciência dos países europeus, ao que se difundia, principalmente, no campo da ornitologia. O Formenkreis seria como uma definição do conceito das espécies, que ele desenvolveu enquanto pesquisava, através de estudos taxonômicos, as variações morfológicas e anatômicas do chapim-palustre e da cotovia-de-poupa, descobrindo a existência de espécies semelhantes, convivendo lado a lado em uma parte considerável de sua área de distribuição e mostrando algum paralelismo em sua variação geográfica. Com isso, Otto Kleinschmidt perceberia, através da literatura de Christian Ludwig Brehm, que isso já havia sido descoberto e, em algum ponto, se confundido com o evolucionismo de Charles Darwin. Tal experiência inicia o criticismo assíduo de Kleinschmidt à Charles Darwin, onde, no quanto mais este intensificava sua pesquisa para o campo da zoologia, da lepidopterologia e, sobretudo, da ornitologia, mais se convencia que a teoria darwinista não tinham fundamentos científicos funcionais. Pelo contrário, para o pesquisador, as espécies aparentavam surgir individualmente, sem qualquer ligação evolutiva. Esta publicação, traduzida para o inglês em 1930, recebeu avaliações mistas.
Segundo Kleinschmidt, as espécies estão passando por uma certa, em alguns casos, considerável quantidade de variação geográfica, mas nenhuma dessas raças podem ser consideradas espécies incipientes. É tarefa do taxônomo descobrir os limites das verdadeiras espécies naturais traçando todas as raças geográficas em que se dividiram. Para distinguí-las, nomeou essas chamadas "espécies naturais" das espécies da escola darwiniana, Kleinschmidt introduziu o termo "Formenkreis", mas não há a menor diferença entre seu "formenkreis" e a "espécie" de Gloger e alguns outros pré-darwinistas.— Erwin Stresemann em artigo para a revista The Auk, 1936
Ao contrário de Charles Darwin — que encerrou suas conexões com a igreja após a morte de sua filha e, posteriormente, com o desenvolvimento da teoria da evolução —, Kleinschmidt continuou a acreditar no criacionismo cristão após o Formenkreis. Este fato se dá, entre outras coisas, pela experiência de Otto Kleinschmidt com a igreja. No início de sua carreira profissional, que antecede suas experiências com a antropologia e a biologia, foi pastor evangélico em uma igreja de Dederstedt, Mansfeld-Südharz. Depois, em 1895, estudara, novamente, na Universidade de Berlim.
A oposição dos cientistas alemães às definições do conceito de espécies tem suas origens no final do século XVIII, em 1798, ao que Georges Cuvier, tenta definir o que são as espécies e as subespécies — que Cuvier chama por "variedades". Neste contexto, Cuvier defende que se os descendentes de um organismo diferem em certa quantidade de seu ancestral, diz-se que estas são variedades — Kleinschmidt, por sua vez, considerava o falcão-da-pradaria e o falcão-gerifalte como dois intimamente relacionados, podendo até constituir uma mesma espécie, ou seja, sendo variedades de uma espécie única. Essas variedades porém, podem ser delimitadas por observação. Para distinguir duas espécies diferentes ou duas subespécies diferentes, analisa-se quais foram as variações, se há causas para estas, e se os dois espécimes conseguem reproduzir normalmente. Mesmo com as controvérsias do Formenkreis — principalmente entre os evolucionistas, darwinistas e, ainda, pelos mendelianos —, reconhece-se a influência de seu trabalho na área da sistemática, com Kleinschmidt sendo o primeiro biólogo, a distinguir os esquilos-cinzentos centro-europeus como mais de uma única espécie. Também foi o responsável por reconhecer o chapim-palustre e o chapim-sibilino como espécies diferentes.
As argumentações e análises feitas por Kleinschmidt evidenciam que sua retórica não era apenas crítica à teoria de Charles Darwin, o que lhe rendeu o título de "anti-darwinista". Kleinschmidt, além de outros nomes do naturalismo alemão, são considerados por muitas vezes "essencialistas". Não era incomum encontrar críticos ao evolucionismo no âmbito zoológico do país — Friedrich Faber, criticava a evolução e a definição de espécie cuveriana, ao que o próprio Cuvier era um crítico da evolução. A metodologia e a análise característica de Kleinschmidt, importante pesquisador da área no contexto da época, se mantiveram, pelo menos até o início do vigésimo século. Mesmo assim — por este não ter seguidores, e também pela publicação ter ocorrido no início da Segunda Guerra Mundial — seu Formenkreis e a retórica argumentativa essencialista não tiveram grande influência na ciência internacional.
Originalmente, porém, o Formenkreis não era essencialista. Quando este se refere à separação das espécies, acredita-se que ele estaria citando a subespeciação de uma única espécie, ao invés da especiação. A confusão pode ter ocorrido pois, principalmente durante o século XIX, ornitólogos da Alemanha simplesmente classificaram espécies parecidas de maneira comportamental, embora morfologicamente e geneticamente diferentes — ou vice-versa — como subespécies de uma mesma espécie, ao invés de gêneros de uma mesma família ou tribo, ou espécies diferentes de um mesmo gênero. É considerado por muitos historiadores como um dos primeiros, senão o pioneiro da biogeografia.
Atualmente, o Formenkreis, entre outras concepções tipológicas de espécies desenvolvidas no âmbito científico alemão, são, muitas vezes, considerados como a principal influência, além de percursores, do conceito de "superespécie", proposto inicialmente durante o final da primeira metade do século XX, pelo influente zoólogo Ernst Mayr, em colaboração com o biólogo Bernhard Rensch. De acordo com estudos posteriores a Kleinschmidt, taxonomicamente, o conceito de "superespécie" é simplesmente um desdobramento do "círculo de forma" kleinschmidtiano. Em 1963, Ernst Mayr afirmou que o Formenkreis seria "talvez, a revolução conceitual mais importante para a história da biologia".

## Nazismo e Segunda Guerra Mundial

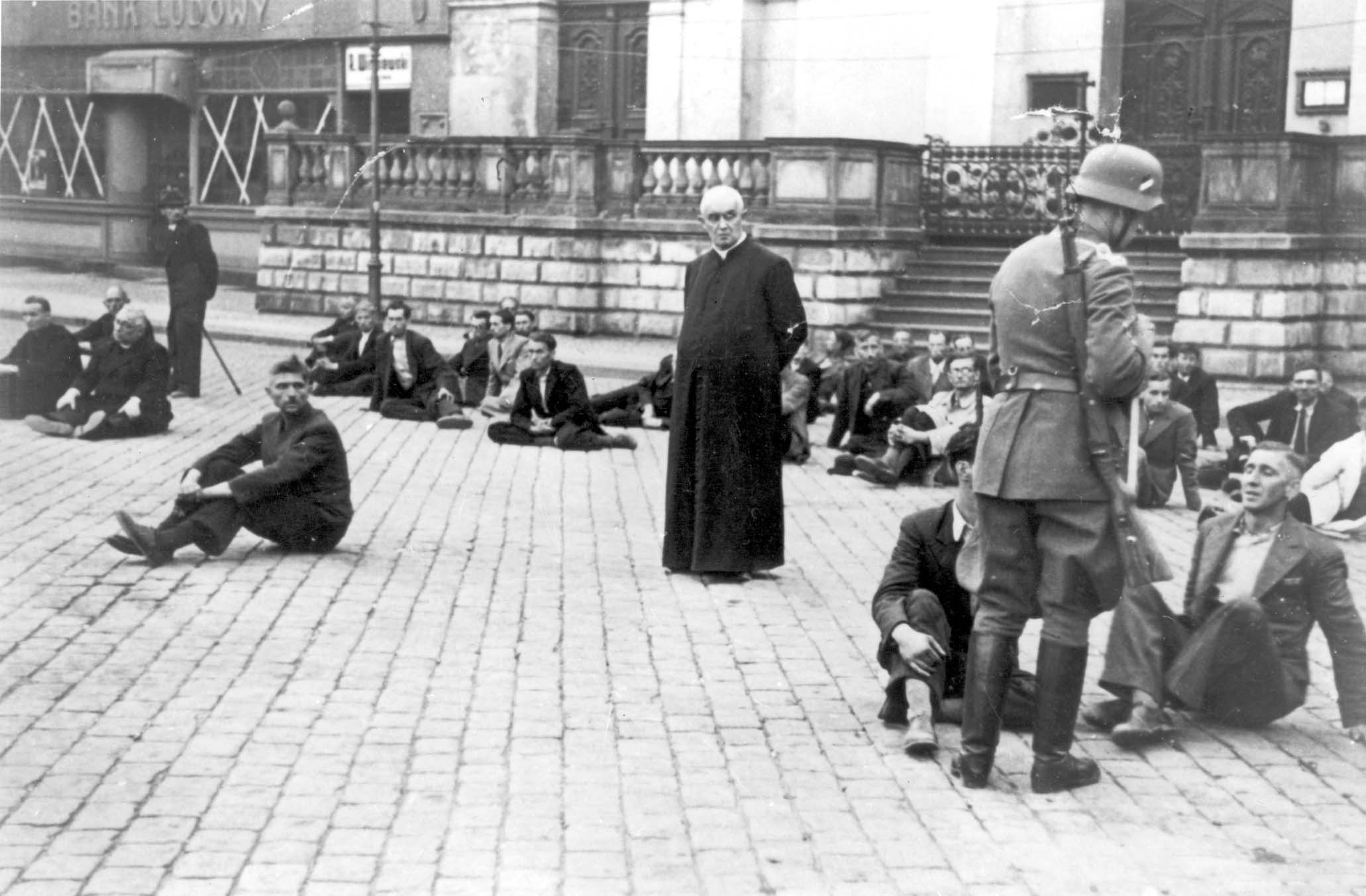
Um padre e cidadãos poloneses aguardando execução em Bydgoszcz, setembro de 1939, durante o chamado Kirchenkampf, onde a igreja católica eevangélica, da qual Kleinschmidt era pastor, sofreu restrições pelo governo nazista.

Atualmente, a maioria de seus biógrafos, ignoram, assim como igreja, a reputação do ornitólogo com o regime hitlerista do início do século XX, destacando apenas seu "Formenkreis" e suas coleções de aves de rapina. Kleinschmidt foi um dos naturalistas alemães associados à igreja protestante que enxergaram a chegada de Hitler como uma solução para muitos dos problemas alemães, principalmente com a aprovação da "Lei para a Prevenção de Doenças Hereditárias nas Gerações Futuras", em 1933, vista como uma maneira de proteger as crianças da Alemanha, sobretudo as "arianas". Nisso, a esterilização de pessoas com deficiência físico-mental hereditária constituiria uma medida de saúde pública, quando, na verdade, era um assassinato em massa.
Ele, embora não totalmente inserido no contexto da supremacia ariana e do nacional-socialismo, mostra-se, muitas vezes, favorável com a ideologia eugênica e higienista racial do partido. Em 1933, publica o "Kurzgefasste deutsche Rassenkunde", embora tendo sido banido pouco após sua publicação, voltaria facilmente à circulação após uma mudança de título, em que passa a ser disponibilizado como "Rasse und Art". Inicialmente, os próprios membros do partido nazista propuseram o uso de sua publicação científica para fins de divulgação da narrativa de "raça ariana" defendida por eles. O próprio banimento desta publicação não se deu devido à resistência de Kleinschmidt a contribuir com o Terceiro Reich, pelo contrário, esse se dá depois do mesmo consentir com o uso de seus textos para propaganda nazista. A causa real da restrição ocorrera pois o partido, após a leitura do livro, não julgou as informações como úteis para seus objetivos. Após a republicação, pouco meses após a original, o livro exibia as características mais marcantes da estética nazista: textos em Fraktur em cor vermelha e uma ilustração de um arquétipo do arianismo.
Entretanto, ao longo dos anos, a ideologia nazista se se afasta do cristianismo e da religião como meio de divulgação de suas ideias. Nisso, o ornitólogo, que também era pastor protestante, seria "evangélico demais" para o hitlerismo. Antes disso, a causa da simpatia idiossincrática dos partidários antissemitas em relação ao cientista se sustentaram por suas visões e conceitos de raça — nesse caso, o fato de que concordavam com uma suposta "superioridade" dos germânicos em relação ao resto do mundo. No final da década de 1920, Kleinschmidt, também fundador de um centro de pesquisa eclesiástico — Forschungsheim für Weltanschauungskunde — que apresentava relação íntima com o protestantismo alemão, recebeu dinheiro público do Ministério do Interior até à década de 1930, por auxiliar os líderes do partido a difundir seu anti-secularismo. Sob sua direção, a Forschungsheim für Weltanschauungskunde trocou várias correspondências com a secretaria do ministro do interior.
Com o afastamento constante da igreja, inicia-se o Kirchenkampf — considerado o período mais restrito dos hitleristas em relação à igreja cristã —, que coincide com o corte do financiamento público do ministério em relação à iniciativa do centro de pesquisa de Kleinschmidt, indicando que, mesmo com a contribuição do mesmo para a ideologia do partido, os ideais do próprio nazismo eram mais importantes do que alianças com figuras públicas da época. Ainda em 1937, o fechamento de seu centro de pesquisa sobre os estudos de visão de mundo, é estudado como alternativa pelo partido, causando uma controvérsia entre Kleinschmidt e o nacional-socialismo, que, posteriormente, enviaria um aliado do Ministério de Assuntos da Igreja em auxílio ao pesquisador para esclarecer a situação. A razão não era devida à fé do ornitólogo, nem mesmo devido à natureza de seus trabalhos científicos — pelo contrário, opróprio Hitler assumiria ser um apoiador do cristianismo —, mas sim o fato de que este usara a palavra "visão de mundo", conforme concluiu-se em uma última análise. Seu aliado sugeriu que, caso removesse o termo do nome do instituto, ele poderia continuar a operar. Em janeiro de 1939, Kleinschmidt informou ao Ministério para Assuntos da Igreja que havia renomeado seu instituto como Escritório de Pesquisa da Igreja e, então, o assunto foi resolvido.
Ao longo dos anos com o desenvolvimento da Segunda Guerra Mundial e, consequentemente, a derrota das Potências do Eixo para os Aliados, Kleinschmidt observou a libertação do nacional-socialismo — como ficou conhecido o processo de desnazificação após a divisão das Alemanhas — como um processo de libertação pessoal e intelectual. De fato, mesmo que o Ministério do Interior tivesse apoiado seu trabalho e Kleinschmidt tivesse muitos aliados no nazismo, ele se absteve de tratar abertamente sobre assuntos sobre o racismo científico e a eugenia nazista, embora sua área de pesquisa abrangesse a variação geográfica e a antropologia.

## Alemanha Oriental e últimos anos

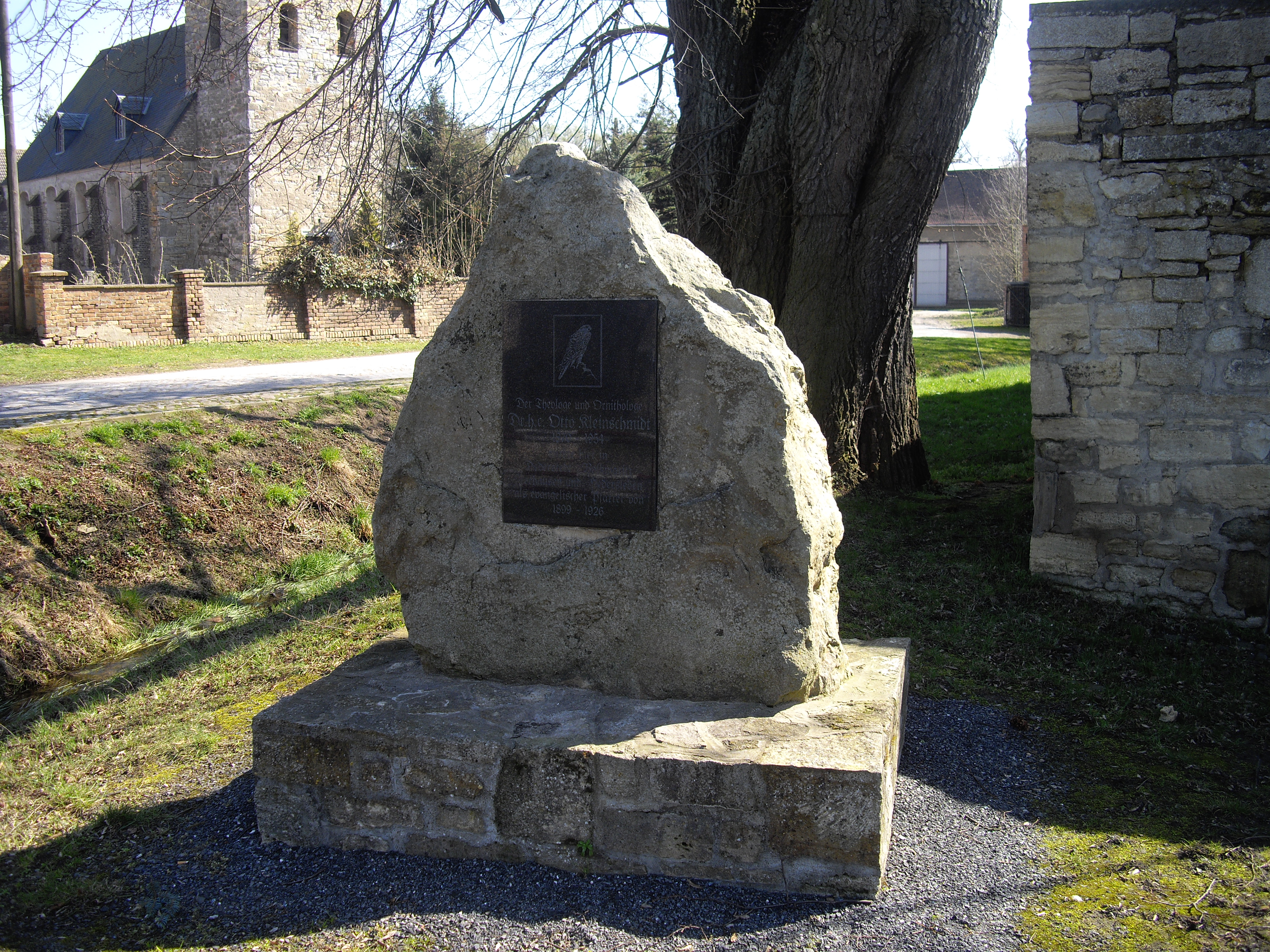
Sepultura de Otto Kleinschmidt em Dederstedt, no distrito de Mansfeld-Südharz

A partir de 1945, com a instituição da administração militar soviética, Kleinschmidt passaria a morar no estado da Alta Saxônia, onde continuaria suas pesquisas ornitológicas. Nisso, o governo comunista soviético permite a reutilização do nome original do instituto, que volta a ser o Forschungsheim für Weltanschauungskunde, devido às políticas seculares — de certo modo ateístas — presentes nos estados satélites da União Soviética. Porém, em 1949, após o estabelecimento da República Democrática da Alemanha, mais uma vez, o nome teve de ser trocado para "Centro de Pesquisas Eclesiásticas". No mesmo ano, funda o Neue-Brehm-Bücherei, uma biblioteca que armazena livros acadêmicos sobre ornitologia, herpetologia, entomologia, entre outras áreas da ciência.
Nos seus últimos anos, após a guerra, se envolveu na política, tornou-se membro do partido Christlich-Demokratische Union (CDU), porém, no mesmo ano, concorreu a vereador, dessa vez pelo Sozialistische Einheitspartei Deutschlands (SED), onde ganharia a maioria dos votos, se elegendo. Em 1953, Kleinschmidt, com mais de 80 anos de idade, cessaria suas atividades com a teologia e a ornitologia, se aposentando da sua longa carreira profissional. No ano seguinte, em 25 de março de 1954, morreu na cidade de Wittenberg, na Alemanha Oriental. Após sua morte, seu filho mais novo, Hans Kleinschmidt, passou a administrar seu centro de pesquisas.